# پرکوراجه
پرکوراجه (به صربی: Prekorađe) یک منطقهٔ مسکونی در صربستان است که در کورشوملیا واقع شده‌است. پرکوراجه ۲۲ نفر جمعیت دارد.